# Испания на летних Олимпийских играх 1920
Испания принимала участие в Летних Олимпийских играх 1920 года в Антверпене (Бельгия) после двадцатилетнего перерыва, во второй раз за свою историю, и завоевала 2 серебряные медали.

## Медалисты
| Медаль  | Спортсмен | Вид спорта | Дисциплина |
| ------- | --------- | ---------- | ---------- |
| Серебро | Команда   | Поло       | Мужчины    |
| Серебро | Команда   | Футбол     | Мужчины    |